# Банде Њујорка
Банде Њујорка (енгл. Gangs of New York) је историјски криминалистички филм из 2002. године који је режирао Мартин Скорсезе. Главне улоге играју: Леонардо Дикаприо, Данијел Деј-Луис и Камерон Дијаз.

## Радња
Филм почиње у 1846. на Доњем Менхетну, тачније у округу „Фајв Поинтс“ (који се данас зове Two Bridges). Рат разних округа бесни годинама између банди „домородаца“ (тј. оних који су рођени у Америци) и надмоћних ирских имиграната.
Староседеоце предводи Вилијам „Бил Месар“ Катинг, белац и протестант, који отворено мрзи имигранте. Вођа ирских имиграната, званих „Мртви зечеви“, је свештеник Валон, католик, који има младог сина, Амстердама; његови помоћници су „Хепи Џек“ Малрани, Чарлс Макглоин, Хел-Кет Меги и плаћеник Волтер Макгин. Катинг и Валон коначно се међусобно супротстављају у крвавом сукобу на Рајском тргу. Битка завршава кад Бил убија Валона пред Амстердамовим очима. Катинг објављује да Мртви зечеви више не постоје и да ће Валоново тело бити покопано, а не раскомадано. Амстердам, узевши нож којим му је убијен отац, побегне и закопа га. Убрзо га ухвате и пошаљу у сиротиште Хелгејт. Прича се наставља шеснаест година касније кад Амстердам, сада мушкарац, напушта Хелгејт. Иако су га управници из сиротишта наговарали да заборави освету за оца, он симболично одбија такву помисао бацивши Библију у реку. Враћа се у Фајв Поинтс и готово одмах почиње да планира освету против Била. Поновно се налази са својим старим пријатељем, Џонијем, који га упознаје са Билом Месаром. Џонијева мала група ради за Била џепарењем, а Амстердам убрзо постаје Билова десна рука. Амстердам приповеда гледаоцима како је политичко стање пред експлозијом: пристигли имигранти, већином Ирци, одмах се шаљу са бродова у северњачку војску. Онај ко плати 300 долара може се извући од војне службе. Осим тога, локална политичка организација Tammany Hall и њезини противници покушавају преузети контролу над градом. Амстердам се упознаје са младом девојком, Jenny Everdeane, искусном џепарком која краде од вишег слоја са Менхетна. Убрзо након што ју је упознао, Амстердам открива да му је украла његов привесак са ликом светог Михаела, који му је дао отац пре смрти. Прати је до Апер Ист Сајда и присиљава је да му га врати. Постаје јасно да му се Џени свиђа, а и он њој; али њихово кокетирање нагло слаби кад Амстердам открива (након ватреног плеса у локалној плесној дворани) да је Џени била Билова штићеница те да још гаји неке осећаје према њему. Амстердам поступно стиче Билово поверење, који постаје његов ментор. Против воље постају својеврсни партнери у полукриминалном царству Боса Твида, корумпираног политичара који води Tammany Hall. Твидов утецај шири се целим Доњим Менхетном, од боксерских мечева, преко здравства до ватрогасаца. Амстердам открива да сваке године, на годишњицу битке за Фајв Поинтс, Бил предводи град у прослави победе своје банде над Мртвим зечевима. Амстердам планира да убије Била током церемоније, пред целим Фајв Поинтсом, како би учинио своју освету јавном, а не само личном. Каже: „Кад убијеш краља, не убодеш га у мраку. Убијеш га онде где ће га цели двор гледати како умире." Међутим, почиње да сумња у свој план након што схвата како се њих двојица све више поштују. Док је Бил гледао представу у позоришту, покушавају га убити, али Амстердам то спречава, а Бил остаје жив, иако рањен. Иако је ово било потребно како би могао остварити властити план, Амстердам се почиње гристи како је то учинио више због осећаја поштовања према Билу, него ради свог плана. Повлаче се у бордел, где Џени превија Билову рану. Амстердам се жестоко посвађа са Џени, што доводи до секса. Касно те ноћи, Амстердам се пробуди и угледа Била како седи у столици за љуљање, замотан у распарану америчку заставу. Бил почиње причати о паду цивилизације те како је насиљем годинама одржавао своју моћ. Спомиње како му је свештеник Валон био задњи непријатељ који је био достојан поштовања, те да га је Валон једном пребио и оставио га у животу, на срамоту радије него да га убије - одлука која је Билу дала снагу да се врати и избори за властити ауторитет. Бил на крају признаје како је на Амстердама почео гледати као на сина којег никад није имао. Ближи се вечерња церемонија. Џони постаје љубоморан на Амстердама због везе са Џени и Амстердамове позиције у односу на Била. Пре церемоније открива Билу Амстердамов прави идентитет, да је он син свештеника Валона и да га планира убити. Бил изазива Амстердама бацајући ножеве на Џени, замало јој пререзавши врат. Бил долази у центар пажње кад подиже здравицу. У том тренутку Амстердам баца нож на Била (исти нож којим је Бил убио свештеника Валона); будући да је упозорен на то, Бил са лакоћом избегава нож и баца га на Амстердама, погодивши га у трбух. Бил га претуче, уз гласно одобравање окупљене руље, унаказивши му лице врућим ножем и истера га на улицу, остављајући Амстердама да живи у срамоти - поновивши тако свештеников чин против себе много година пре. Амстердам се опоравља од рана, највише због Џенине неге. Она га преклиње да пође са њом у Сан Франциско и побегне из Њујорка. Посећује их Мекгин, који даје Амстердаму бритву која је припадала његовом оцу (коју је Мекгин извукао из Валонова џепа кад га је Бил убио) и каже им како је дошло време да Амстердам исплива из подземља. Амстердам најављује свој повратак стављајући мртвог зеца на ограду на Рајском тргу. Зеца односе Билу, који заповеда Хепи Џеку (који је постао локални полицајац у Биловој служби) да открије ко је оставио поруку. Џек проналази Амстердама и почиње га прогањати кроз катакомбе испод локалне цркве где га Амстердам убија. Обеси његово тело на Рајски трг, где Бил јадикује над губитком подмићеног полицајца којим је могао лако манипулисати. Бос Твид прилази Амстердаму са планом како да порази Била. Подржати ће кандидатуру Макгина за шерифа, као први корак према Биловом поразу. Наместит ће изборе и Макгин ће победити с паролом како он ради за народ. Бил посећује Макгин у његовој трговини и одбија понуду за преговоре, убовши га у леђа месарским ножем, те га удара у главу његовим штапом. „Спалите га“, загалами Бил. „Видите је ли му пепео зелен." Макгиново убиство био је повод Амстердаму да изазове Била на двобој банди, сличан оном који се догодио 1846. Договарају се о правилима, а битка ће се одржати на Рајском тргу. Амстердамова банда узима старо име, Мртви зечеви. Док се банде припремају за обрачун, избијају устанци познати као Draft Riots. Руља напада становништво. Војска Уније излази на градске улице покушавајући обуздати руљу. Билова и Амстердамова банда састају се на Рајском тргу. Док се приближавају једни другима, одјекују топови северњачке војске, тачно на трг. Многи чланови обе банде су убијени, а велики облак дима прекрива трг. Након овог удара следи директан упад војске, која убија велики део банди (укључујући Макглоина). Напуштајући своје банде, Амстердам и Бил размењују пуцњеве из кубуре, али их обојицу одбацује још један топовски удар. Кад се рашчистио дим, Бил открива да га је погодио шрапнел. Гледајући около разрушени трг, узвикне: „Хвала Богу да умирем као прави Американац“, и допушта Амстердаму да га прободе. Умире са рукама испреплетеним са Амстердамовим.
У задњим сценама филма скупљају се лешеви за покоп. Билово тијело покопано је у Бруклину, на месту одакле пуца поглед на Менхетн, одмах покрај свештеника Валона. Џени и Амстердам посећују гроб, а Амстердам закопава очеву бритву. Измењују се кадрови, дочаравајући развитак града од 1846. до данас, а заустављају се на слици Светског трговинског центра. На крају се чују Амстердамове речи, који каже да „без обзира што све направили како би изградили овај град, нико никад неће знати да смо били ту."

## Улоге
| Глумац            | Улога                      |
| ----------------- | -------------------------- |
| Леонардо Дикаприо | Амстердам                  |
| Данијел Деј-Луис  | Вилијам „Бил Месар“ Катинг |
| Камерон Дијаз     | Џени Евердин               |
| Лијам Нисон       | свештеник Валон            |
| Џим Бродбент      | Вилијам „Газда“ Твид       |
| Џон К. Рајли      | Хепи Џек                   |
| Хенри Томас       | Џони Сироко                |
| Брендан Глисон    | Волтер 'Монах' Макгин      |
| Гари Луис         | Макглоин                   |

## Награде
- награда БАФТА (2003) - Најбоља мушка главна улога: Данијел Деј-Луис
- награда Голден Глобе (2003) - Најбољи редитељ: Мартин Скорзезе
- награда Голден Глобе (2003) - Најбоља оригинална филмска песма: Боно
- награда БАФТА (2003) - Најбољи филм, номинација: Алберто Грималди, Харви Вајнстин
- награда БАФТА (2003) - Најбољи редитељ, номинација: Мартин Скорзезе
- награда БАФТА (2003) - Најбољи сниматељ, номинација: Михаел Балхаус
- награда БАФТА (2003) - Најбољи оригинални сценарио, номинација: Џеј Сокс, Кенет Лонергин, Стивен Зејлијан
- награда БАФТА (2003) - Најбољи костимографски пројекат, номинација: Сенди Пауел
- награда БАФТА (2003) - Најбољи визуелни пројекат, номинација: Данте Ферети
- награда БАФТА (2003) - Најбољи визуелни ефекти, номинација
- награда БАФТА (2003) - Најбољи звук, номинација
- награда БАФТА (2003) - Најбоља монтажа, номинација: Телма Скунмејкер
- награда БАФТА (2003) - Најбоља шминка и маска, номинација
- награда БАФТА (2003) - Најбоља филмска музика, номинација: Хауард Шор
- награда Голден Глобе (2003) - Најбоља глумица - драмска категорија, номинација: Камерон Дијаз
- награда Голден Глобе (2003) - Најбољи глумац - драмска категорија, номинација: Данијел Деј-Луис
- награда Голден Глобе (2003) - Најбољи филм - драмска категорија, номинација
- награда Оскар (2003) - Најбољи филм, номинација: Харви Вајнстин, Алберто Грималди
- награда Оскар (2003) - Најбољи редитељ, номинација: Мартин Скорзезе
- награда Оскар (2003) - Најбоља мушка главна улога, номинација: Данијел Деј-Луис
- награда Оскар (2003) - Најбољи сниматељ, номинација: Михаел Балхаус
- награда Оскар (2003) - Најбољи оригинални сценарио, номинација: Стивен Зејлијан, Џеј Сокс
- награда Оскар (2003) - Најбољи костимографски пројекат, номинација: Сенди Пауел
- награда Оскар (2003) - Најбољи визуелни пројекат, номинација: Данте Ферети
- награда Оскар (2003) - Најбољи звук, номинација: Том Флеишман
- награда Оскар (2003) - Најбоља оригинална филмска песма, номинација: Адам Клејтон, Еџ, Боно, Лари Мален млађи.
- награда Оскар (2003) - Најбоља монтажа, номинација: Телма Скунмејкер

## Зарада
- Зарада у САД - 77.812.000 $
- Зарада у иностранству - 115.960.504 $
- Зарада у свету - 193.772.504 $